# Aimee Mann

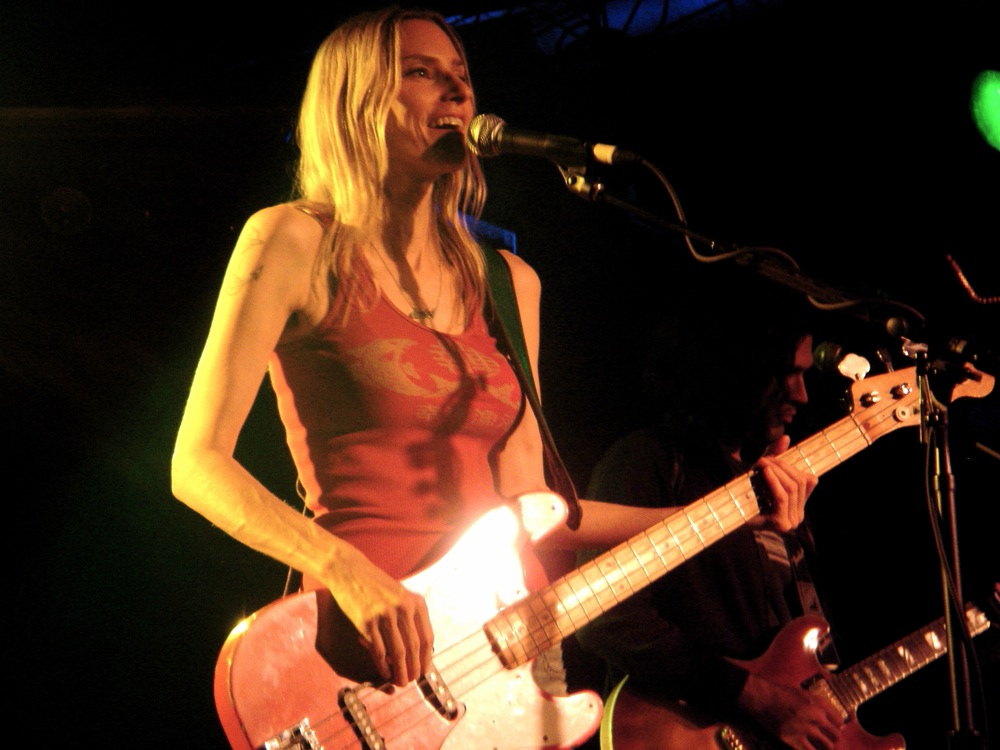
Aimee Mann.

Aimee Elizabeth Mann (nacida el 8 de septiembre de 1960) es una cantautora estadounidense. A lo largo de cuatro décadas, ha lanzado diez álbumes de estudio como solista. Es reconocida por sus letras sarcásticas y literarias sobre temas oscuros, a menudo retratando personajes marginados. Su trabajo con el productor Jon Brion en la década de 1990 fue influyente en el rock alternativo estadounidense.
Mann nació en Richmond, Virginia, y estudió en el Berklee College of Music en Boston, Massachusetts. En los años 80, tras haber tocado con los grupos The Young Snakes y Ministry, cofundó la banda de new wave 'Til Tuesday y escribió su sencillo más exitoso, "Voices Carry" (1985), que llegó al top 10 en las listas. 'Til Tuesday lanzó tres álbumes y se disolvió en 1990 cuando Mann decidió iniciar su carrera como solista.
Sus dos primeros discos en solitario, Whatever (1993) y I'm with Stupid (1995), recibieron críticas positivas pero tuvieron bajas ventas, lo que generó conflictos con su discográfica, Geffen. Mann obtuvo un mayor reconocimiento gracias a su participación en la banda sonora de la película Magnolia (1999), dirigida por Paul Thomas Anderson. Su canción "Save Me" fue nominada al Premio de la Academia a la Mejor Canción Original y al Grammy a la Mejor Interpretación Vocal Pop Femenina. Mann dejó Geffen y lanzó su tercer álbum, Bachelor No. 2, a través de su propio sello, SuperEgo Records, en el año 2000. El disco fue aclamado y tuvo buenas ventas, consolidando a Mann como una artista con una carrera sólida e independiente de los grandes sellos discográficos.
En 2014, Mann lanzó un álbum junto a Ted Leo bajo el nombre The Both. Además de la música, Mann pinta, hace cómics y ha aparecido en películas y series de televisión como The Big Lebowski, Buffy the Vampire Slayer, Steven Universe, The West Wing y Portlandia. Ha recibido varios premios, incluyendo dos premios Grammy, uno de ellos al Mejor Álbum Folk por Mental Illness (2017). La NPR y la revista Paste la han nombrado como una de las mejores compositoras vivas.

## Primeros años
Aimee Mann nació el 8 de septiembre de 1960 en el Medical College of Virginia, en Richmond. Cuando tenía tres años, su madre tuvo una aventura amorosa y quedó embarazada, lo que llevó al divorcio de sus padres. Su madre, junto con su nueva pareja, secuestró a Mann y se la llevó a Europa, donde viajaron durante un tiempo. El padre de Mann, que trabajaba como ejecutivo de marketing, contrató a un detective privado que la localizó y la trajo de vuelta desde Inglaterra un año después.  A su regreso, Mann se encontró con una madrastra y dos hermanastros, y dijo que su padre le parecía “un extraño” cuando se reencontraron. El secuestro le provocó trastorno de estrés postraumático y ansiedad relacionada con los viajes más adelante en su vida. No volvió a ver a su madre hasta que tuvo 14 años. Décadas después, la perdonó, diciendo que su madre había estado “atrapada por todos lados”.
Mann creció en Bon Air, Virginia, y asistió a la preparatoria Midlothian High School en el condado de Chesterfield.  Era una niña retraída que no hablaba mucho, por lo que su padre y su madrastra la enviaron al psiquiatra. Su profesora de teatro la recordó como “una chica algo insegura, muy callada, muy introspectiva... Pero cuando por fin hablaba, valía la pena escucharla”. Mann aprendió a tocar la guitarra de su hermano cuando estuvo en cama a los 12 años debido a una fiebre glandular. En su adolescencia disfrutaba de la música de David Bowie e Iggy Pop, y se sintió inspirada por el punk y el new wave. Dijo: “Era tan interesante, tan inventivo… literalmente podías hacer lo que quisieras. ¿Que Patti Smith anduviera por ahí y la gente la aceptara? Dios mío, eso era una salida”.
En 1978, sintiendo que no encajaba en el “mundo normal”, Mann se inscribió en Berklee College of Music en Boston para estudiar bajo. Desde niña había querido tocar el bajo, pero su familia se burlaba de ella, diciéndole que no era algo propio de una dama. Después de 18 meses, dejó la escuela y se unió como bajista a la banda punk de Boston The Young Snakes. No era feliz en el grupo, ya que los demás miembros se oponían a que escribiera canciones de amor o música que consideraban demasiado melódica. Más tarde se unió a la banda Ministry, experiencia que, según dijo, le ayudó a aprender a escribir canciones de forma más eficiente. A principios de los años 80, trabajó en la tienda Newbury Comics en Massachusetts.

## Trayectoria

### 1980s: 'Til Tuesday
En Berklee, Mann formó una banda de new wave llamada 'Til Tuesday, en la que ella era bajista y vocalista. Firmaron con Epic Records y lanzaron su álbum debut, Voices Carry, en 1985. El sencillo "Voices Carry" alcanzó el número ocho en la lista Billboard Hot 100 y ganó ese año el premio MTV Video Music Award a Mejor Artista Nuevo. Según Mann, "Voices Carry" fue una de las primeras canciones que escribió. El medio Stereogum la describió como “un primer indicio de la inclinación de Mann por los estudios de personaje, saliéndose de las líneas de las típicas canciones de amor chico-conoce-a-chica”. El éxito la convirtió en una de las primeras estrellas femeninas de MTV. The Washington Post la describió como “una princesa del pop neo-punk, una chica glam de la nueva ola, con ojos grandes, extremidades largas y cabello decolorado con puntas, del que salía una trenza larga por debajo”.
'Til Tuesday lanzó su segundo álbum, Welcome Home, en 1986. Ese mismo año, Mann cantó junto a Geddy Lee en el sencillo "Time Stand Still" de la banda Rush, y apareció en el videoclip. En 1988, 'Til Tuesday lanzó su tercer y último álbum, Everything’s Different Now, con canciones influenciadas por la ruptura de Mann con el cantautor Jules Shear. Este álbum mostró un desarrollo significativo en la composición de Mann e incluyó una canción coescrita con Elvis Costello, "The Other End of the Telescope". Sin embargo, Everything’s Different Now fue un fracaso comercial; Mann dijo que Epic lo había abandonado tras un cambio de personal.
'Til Tuesday se disolvió en 1990, cuando Mann decidió iniciar su carrera como solista. Más adelante dijo que sus intereses musicales habían cambiado, y que ahora le atraía más “la música con guitarra acústica” que el pop de new wave de 'Til Tuesday. En 2025, Mann comentó: “Para ser honesta, yo era el eslabón más débil. Mis voces eran súper agudas y algo raras, medio punk... Me sorprende que alguna vez nos hayan dado un contrato discográfico. Pero fue una época en la que estábamos justo en la ola de cierto sonido, en el momento indicado, y creo que lo hicimos bastante bien por un tiempo”. Michael Hausman, el baterista de 'Til Tuesday y exnovio de Mann, se convirtió en su mánager. Sin embargo, Epic no liberó a Mann de su contrato discográfico sino hasta tres años después, lo que le impidió lanzar material nuevo durante ese tiempo. Fue la primera de varias disputas que tuvo con disqueras, algo que, según Hausman, dejó una marca duradera en su actitud hacia la industria musical.

### 1990–1995: Inicios como solista,WhateveryI'm with Stupid
Mann grabó sus primeros álbumes como solista con el productor Jon Brion, quien había sido miembro de la banda de gira de 'Til Tuesday. Mann encontró emocionante trabajar con Brion y sintió que su composición mejoró a su lado. Juntos desarrollaron un sonido que el escritor de Stereogum, Doug Bleggi, denominó “alternative de Los Ángeles”. El álbum debut como solista de Mann, Whatever, se lanzó en 1993 bajo el sello independiente Imago. Recibió críticas positivas, pero no cumplió con las expectativas de ventas. En 1994, Mann se mudó a Los Ángeles. Ese mismo año también se fue de gira con la banda británica Squeeze, interpretando tanto sus propias canciones como canciones del repertorio de Squeeze.
Después de que Mann terminara su segundo álbum, I'm with Stupid, Imago enfrentó problemas financieros y retrasó su lanzamiento. Finalmente, Imago vendió el álbum a Geffen, que firmó con Mann en 1994 y lanzó I'm with Stupid en 1995. Según Pitchfork, aunque los álbumes en solitario de Mann demostraban que era “una compositora ingeniosa y segura de sí misma”, seguía sin alcanzar el éxito comercial esperado, con ventas apenas en los cientos de miles. Mann comenzó a ser vista como un vestigio de los años 80. Dick Wingate, el ejecutivo que firmó a 'Til Tuesday con Epic, describió a Mann como “el modelo de una artista que ha sido masticada y escupida por la industria musical”. Dijo que las decepciones y la mala suerte la habían vuelto desconfiada de las disqueras.

### 1995–1999: Trabajo en cine yMagnolia
Mann grabó una versión de la canción de 1968 “One” de Harry Nilsson para el álbum tributo For the Love of Harry: Everybody Sings Nilsson, en 1995. Escribió “Wise Up” para la película Jerry Maguire (1996), pero el director, Cameron Crowe, sintió que no encajaba. Aun así, fue incluida en la banda sonora del filme. En 1997, Mann grabó una versión de “Nobody Does It Better”, el tema de la película de James Bond The Spy Who Loved Me (1977), para el álbum Shaken and Stirred: The David Arnold James Bond Project. También aportó su canción “Amateur” para la película Sliding Doors y tuvo un cameo como una nihilista alemana en The Big Lebowski, ambas películas estrenadas en 1998.
Largo, un club nocturno en Los Ángeles donde Mann tocaba regularmente en los años 90, fue clave para su desarrollo artístico. El lugar albergaba a cantautores alternativos como Jon Brion, Elliott Smith, Fiona Apple y Rufus Wainwright. Este entorno moldeó la composición de Mann; se sentía tan cómoda ahí que el dueño bromeaba llamándolo “el club de Aimee Mann”.
Mann alcanzó un mayor reconocimiento tras contribuir con canciones a la película Magnolia (1999), incluyendo “One”, “Wise Up” y temas que estaba escribiendo para su tercer álbum. Dos canciones, “Save Me” y “You Do”, fueron escritas especialmente para el filme. Magnolia incluye diálogos tomados directamente de las letras de Mann, y una secuencia en la que los personajes cantan “Wise Up”. El director Paul Thomas Anderson, dijo que “se sentó a escribir una adaptación de canciones de Aimee Mann”.
La banda sonora de Magnolia fue certificada disco de oro. “Save Me” fue nominada al Grammy a Mejor Interpretación Vocal Pop Femenina y al Oscar a la Mejor Canción Original. Mann la interpretó en la ceremonia número 72 de los Premios Óscar. En 2021, el Los Angeles Times describió “Save Me” como la obra maestra de Mann, que “solidificó su estatus como una compositora de renombre”. En 2022, Pitchfork la incluyó entre las mejores canciones de los años 90.
Mann dijo después que esa canción “realmente fue una transfusión de sangre para mi carrera. Pero no fue como pasar de tocar para cinco personas a cinco mil. Fue simplemente una inyección de energía”. Sin embargo, el éxito de la banda sonora también le generó estrés, ya que sentía la presión de capitalizarlo y hacer una gira extensa.

### 1999–2001:Bachelor No. 2e independencia discográfica
Mann asumió más control sobre la producción de su tercer álbum, Bachelor No. 2. Incluye su segunda colaboración con Elvis Costello, "The Fall of the World's Own Optimist".  Geffen se negó a lanzar el álbum, considerando que no contenía sencillos con potencial de éxito. En respuesta, Mann vendió EPs caseros de su nueva música durante su gira en 1999, lo que describió como un movimiento de "hazlo tú mismo, que se jodan las disqueras, lo vendo yo misma". Aceptó una oferta de Geffen para salir de su contrato, decidiendo estar "a cargo de su propio destino".
En 1999, Mann y Hausman fundaron su propio sello discográfico, SuperEgo Records. Junto con su esposo, el compositor Michael Penn, también establecieron United Musicians, un colectivo que trabajaba fuera del sistema de grandes disqueras. Usando el dinero que obtuvo por regalías de Magnolia, Mann compró los masters de Bachelor No. 2 a Geffen. Vendió 25,000 copias del álbum por correo a través de su sitio web, una cantidad considerable para una artista independiente. Después de asegurar un acuerdo de distribución, Bachelor No. 2 vendió 270,000 copias, superando las ventas de I'm with Stupid. Bachelor No. 2 se convirtió en el 28.º álbum mejor reseñado de la década, según el sitio de agregación Metacritic. El éxito consolidó a Mann como una artista de carrera que podía operar fuera del sistema de disqueras tradicionales.
En el año 2000, Mann, Penn y el comediante Patton Oswalt se presentaron juntos en la gira Acoustic Vaudeville. En 2001, Mann demandó a Universal Music por el lanzamiento de un recopilatorio de grandes éxitos, The Ultimate Collection, que no había autorizado y que consideraba "deficiente y engañoso". The Boston Globe caracterizó la demanda como uno de varios desafíos a las grandes disqueras por parte de mujeres músicas ese año, incluyendo a Courtney Love y a las Dixie Chicks. Ese mismo año, Mann fue jurado en la primera edición de los Annual Independent Music Awards, un premio que promueve a músicos independientes. Volvió a ser jurado en 2011.

### 2002–2004:Lost in SpaceyLive at St. Ann's Warehouse
Tras el éxito de Magnolia y Bachelor No. 2, Mann sufrió una crisis nerviosa y atravesó un período de depresión. También comenzó a tener pensamientos intrusivos como resultado de un accidente en el que el autobús de su gira volcó por culpa de un conductor ebrio. En 2002, ingresó al centro de rehabilitación Sierra Tucson con ansiedad, depresión y trastorno de estrés postraumático (TEPT), desencadenado por su secuestro en la infancia.
Mann hizo referencia a sus problemas de salud de forma indirecta en su cuarto álbum, Lost in Space, lanzado en agosto de 2002. La revista Paste lo describió como “otra maravillosa colección de retratos íntimos de amores perdidos y personas rotas, todo ambientado en una banda sonora pop irónica que a menudo se eleva justo cuando uno esperaría melancolía sombría”. La canción "Today's the day" fue parte del soundtrack de la película Enough, protagonizada por Jennifer Lopez. 
En noviembre de 2004, Mann lanzó Live at St. Ann's Warehouse, un álbum en vivo grabado en Brooklyn, Nueva York. Ese año, apareció en la serie de televisión Buffy the Vampire Slayer, interpretando "This Is How It Goes" y "Pavlov's Bell", y en The West Wing, donde cantó una versión de "Shed a Little Light" de James Taylor. Mann también cantó en "That's Me Trying", canción coescrita y producida por Ben Folds, incluida en el álbum Has Been (2004) de William Shatner.

### 2005–2007:The Forgotten ArmyOne More Drifter in the Snow
En mayo de 2005, Mann lanzó The Forgotten Arm, un álbum conceptual ambientado en los años 70 sobre dos amantes que huyen juntos. Fue producido por Joe Henry y grabado en su mayoría en vivo en el estudio. El arte del álbum ganó el premio Grammy al Mejor Diseño de Empaque. Aunque The Forgotten Arm recibió reseñas generalmente positivas, The A.V. Club opinó que el trabajo de Mann comenzaba a volverse repetitivo.
En octubre de 2006, Mann lanzó One More Drifter in the Snow, un álbum navideño con versiones y canciones originales. Fue el primero de varios discos producidos por el bajista de Mann, Paul Bryan. Mann comentó que no disfrutaba los villancicos que usaban géneros modernos, y en su lugar se inspiró en discos clásicos de Navidad de Bing Crosby, Frank Sinatra, Peggy Lee y el Vince Guaraldi Trio.
Ese mismo año, Mann inició una tradición anual de realizar shows navideños que combinan música y comedia. Entre los invitados han estado Patton Oswalt, Jeff Goldblum, Grant-Lee Phillips, Nellie McKay y Rich Sommer. Mann describió el espectáculo como “un show navideño para personas a las que realmente no les gusta la Navidad”. En 2007, Mann contribuyó con dos canciones originales, “The Great Beyond” y “At the Edge of the World”, para la banda sonora de la película Arctic Tale. También colaboró con su voz en “Unforgiven”, del álbum A Year in the Wilderness de John Doe.

### 2008—2012: @#%&! Smilers y Charmer*
En junio de 2008, Mann lanzó su séptimo álbum, @#%&! Smilers*. El disco se caracteriza por un uso mínimo de guitarras eléctricas y un énfasis en los teclados. Debutó en el número 32 del Billboard 200 y en el número 2 de la lista de Álbumes Independientes. @#%&! Smilers* recibió reseñas mayormente positivas; AllMusic escribió que "estalla con color, algo que le da una inmediatez poco común para una artista conocida por canciones que se te meten sutilmente en el subconsciente... Smilers atrapa al oyente, sin hacerle trabajar para comprender el disco, ya que contiene tanto grandes ganchos pop como un acabado sónico muy pulido". El arte del disco, a cargo de Gary Taxali, fue nominado al Grammy por Mejor Diseño de Empaque.
En mayo de 2011, Mann se presentó para el presidente Barack Obama y la primera dama Michelle Obama en un seminario de poesía en la Casa Blanca. También apareció en un sketch de la serie Portlandia del canal Independent Film Channel. Mann interpretó una versión de sí misma como trabajadora de limpieza, explicando que necesita ese segundo empleo para mantenerse.
En 2012, Mann lanzó su octavo álbum como solista, Charmer, compuesto por canciones basadas en el tema de que el encanto personal no siempre debe ser de fiar. Una de las canciones, “Crazytown”, trata sobre una “chica maníaca de ensueño” alcohólica. Se lanzaron dos sencillos: “Charmer”, con un video musical dirigido por Tom Scharpling, y “Labrador”, con un video protagonizado por el actor Jon Hamm que hace referencias a los videoclips de Mann con ‘Til Tuesday. Ese mismo año, Mann colaboró como vocalista en el álbum The Story of Light de Steve Vai en la canción “No More Amsterdam”, y grabó la canción “Two Horses” para la banda sonora de la película Tim and Eric's Billion Dollar Movie. Mann también hizo coros en el álbum Some Things Never Stay the Same de Heidecker & Wood, lanzado en 2013.

### 2013—2019: The Both yMental Illness
En 2013, Mann participó en el álbum All the Times We Had del grupo Ivan & Alyosha. En febrero de ese año, formó el dúo The Both junto a Ted Leo, y ofrecieron conciertos en Los Ángeles y San Francisco. En abril de 2014 lanzaron un álbum bajo el sello SuperEgo; la revista Spin lo describió como "lo mejor que cualquiera de los dos artistas ha hecho". El 22 de julio, Mann presentó una demanda contra MediaNet, alegando que distribuían 120 de sus canciones bajo una licencia vencida. Intentó reclamar hasta 18 millones de dólares en daños legales. El caso se resolvió fuera de los tribunales en 2015.
En febrero de 2014, Mann apareció en un episodio de la serie animada Steven Universe dando voz a una guerrera llamada Opal. Retomó ese papel para Steven Universe: The Movie (2019), interpretando la canción "Independent Together" junto a Leo. Mann también grabó una versión de "Come Sail Away" de Styx para el episodio "Geothermal Escapism" de la serie Community en 2014. En 2015, Mann y Leo participaron en el programa Conan, interpretando una canción en apoyo al candidato presidencial estadounidense Lincoln Chafee. En 2016, Mann hizo una versión del sencillo "Yesterday Once More" de The Carpenters para un episodio del drama de HBO Vinyl. En octubre de ese mismo año, lanzó la canción "Can't You Tell" como parte de la campaña 30 Days, 30 Songs, en protesta contra la candidatura de Donald Trump.
En marzo de 2017, Mann lanzó su noveno álbum como solista, Mental Illness, una colección de canciones acústicas y sobrias, con colaboraciones de los compositores Jonathan Coulton y John Roderick. El título fue sugerido por un amigo; Mann dijo que era una descripción “cruda, precisa y graciosa” de los temas que suele abordar en sus letras. Mental Illness ganó el premio Grammy al Mejor Álbum Folk en la 60.ª edición de los Premios Grammy. Coulton acompañó a Mann en algunas fechas de la gira del disco.
En septiembre de ese año, Mann contribuyó con la canción "Everybody Bleeds" para un episodio de la serie de Netflix Big Mouth. En enero de 2018, apareció en un episodio de la serie de FX The Assassination of Gianni Versace: American Crime Story como cantante de bar, interpretando la canción "Drive" de The Cars. También participó en la comedia Corporate en el episodio "The Pain of Being Alive". En 2019, lanzó una edición especial por el 20.º aniversario de Bachelor No. 2 con motivo del Record Store Day. Ese año también condujo un pódcast junto a Ted Leo, The Art of Process, en el que entrevistaron a celebridades como Wyatt Cenac y Rebecca Sugar.

### Años 2020:Queens of the Summer Hotely arte
En 2020, Mann escribió la canción "Big Deal" para la serie animada Central Park, interpretada por Stanley Tucci. El 5 de noviembre de 2021, lanzó su décimo álbum, Queens of the Summer Hotel. El disco incluye canciones inspiradas en Girl, Interrupted, las memorias publicadas en 1993 por Susanna Kaysen sobre su estancia en un hospital psiquiátrico. Mann había desarrollado estas canciones para un musical basado en el libro, junto a los productores Barbara Broccoli y Frederick Zollo, pero el proyecto fue cancelado debido a la pandemia de COVID-19.
En enero de 2022, Mann comenzó a publicar cómics autobiográficos en Instagram. Dijo que crear cómics era similar a escribir canciones: “Tener poco tiempo para hacer un punto o contar una pequeña historia... Por necesidad, es algo muy condensado”. Describió esta actividad como "una labor extraña, solitaria, insular, que te vuelve loco", muy distinta al aspecto colectivo de la música. En 2025, Mann comentó que estaba trabajando en una novela gráfica autobiográfica, la cual espera que le tome varios años completar.
En abril de 2022, presentó una serie de pinturas titulada You Could Have Been a Roosevelt en City Winery, Manhattan. Las obras retrataban a “los diez peores presidentes de EE. UU.” y a varias primeras damas. Mann las creó después de prometerle a su amigo, el político Antony Blinken, una pintura para su oficina en la Casa Blanca. Contó que Blinken “rechazó tener un retrato de Millard Fillmore en su pared, y no puedo culparlo”. El 22 de mayo, Mann encabezó un cartel de mujeres artistas en el club The Novo en Los Ángeles, recaudando fondos para el Magee Women's Institute.
Mann fue retirada del cartel como artista telonera de la gira 2022 de Steely Dan. Donald Fagen, cofundador de la banda, negó los rumores de que se debía a que una cantautora no encajaba con su audiencia, y explicó que simplemente no era una buena combinación musical. Se disculpó, dijo respetar a Mann y no haberse dado cuenta de que su participación ya se había anunciado. Mann aceptó la disculpa y comentó que le parecía creíble que Fagen no supiera que ya la habían incluido en la gira. Ese mismo año, Mann interpretó en vivo una versión de la canción de Steely Dan "Brooklyn (Owes the Charmer Under Me)".
En enero de 2023, Mann lanzó un pódcast en Audible titulado Straw into Gold, en el que entrevista a artistas sobre la conexión entre el arte y el trauma.  En enero de 2025, organizó un evento para recaudar fondos para su productor de muchos años, Paul Bryan, quien perdió su casa y estudio de grabación en el incendio Palisades Fire. El 6 de marzo, Mann anunció la reedición remasterizada de Lost in Space, acompañada de una gira de aniversario por EE. UU. que comenzará en junio. El 17 de mayo, Mann se reunió con ’Til Tuesday para su primer concierto en 33 años durante el festival Cruel World en Pasadena. Mann dijo que disfrutó el reto de prepararse para la presentación y que tuvo que reaprender a cantar las canciones, ya que su estilo vocal había cambiado.

## Influencias
Mann dijo que estuvo influenciada principalmente por progresiones de acordes y melodías “clásicas” de los años 70. Elton John fue el artista más importante para ella en su juventud: “Su melodía, los acordes, su forma de cantar... Había algo en el ADN de su estructura melódica que más adelante capté y me influenció”.
Mann dijo que Steely Dan era “la única banda que amo al 100%, sin reservas”, y mencionó a Fiona Apple, Leonard Cohen, Stephen Sondheim y Jimmy Webb como artistas que admira. La música de Elliott Smith le confirmó que estaba bien escribir canciones sobre temas personales u oscuros.  Mann también comentó que los estándares del American Songbook y el ragtime tienen “resonancia” para ella. Bandas británicas antiguas como The Kinks, The Zombies y Squeeze influyeron en su álbum debut, Whatever.

## Vida Personal
Según el músico Al Jourgensen, de la banda Ministry, él y Mann tuvieron un breve romance “disfuncional” en Boston durante los años 70 u 80. Mann escribió la canción "No More Crying" sobre su relación. También tuvo una relación de dos años con el cantautor Jules Shear, y su ruptura influyó en el último álbum de 'Til Tuesday, Everything's Different Now (1988). Mann salió con el baterista de 'Til Tuesday, Michael Hausman; tras separarse, siguieron siendo amigos y Hausman se convirtió en su mánager. El actor y comediante Dave Foley afirmó que Mann escribió “Save Me” sobre él cuando eran pareja.
En 1993, mientras Mann grababa Whatever, conoció al cantautor Michael Penn, hermano de los actores Sean Penn y Chris Penn. Se casaron en 1997 y viven en Los Ángeles. Mann dijo sobre Penn: “Para mí, él es un compositor de primera, y gracias a Dios, porque qué triste sería estar con otro cantautor y pensar: ‘Sí, bueno, no es mi tipo de música’”.
En 2008, Mann comentó que había asistido a Al-Anon, un grupo de apoyo para familiares y amigos de personas con adicciones, debido al agotamiento que sentía al tratar de ayudar a personas adictas en su entorno. En 2020, desarrolló un trastorno del sistema nervioso que le provocó tinnitus, migrañas, náuseas y mareos, lo que le impidió escuchar música durante un año. Mann cree que el trastorno fue causado por una combinación de traumas de la infancia y el estrés derivado de la pandemia de COVID-19.

## Discografía
- Whatever (1993)
- I'm with Stupid (1995)
- Bachelor No. 2 (2000)
- Lost in Space (2002)
- The Forgotten Arm (2005)
- One More Drifter in the Snow (christmas album) (2006)
- @#%&*! Smilers (2008)
- Charmer (2012)
- Mental Illness (2017)
- Queens of the Summer Hotel (2021)

### 1993 - Whatever
1. I Should've Known
2. Fifty Years After the Fair
3. 4th of July
4. Could've Been Anyone (Mann, Shear, Willson-Piper)
5. Put Me on Top
6. Stupid Thing (Brion, Mann)
7. Say Anything (Brion, Mann)
8. Jacob Marley's Chain
9. Mr. Harris
10. I Could Hurt You Now
11. I Know There's a Word (Brion, Mann)
12. I've Had It
13. Way Back When

### 1995 - I'm with Stupid
1. Long Shot
2. Choice In The Matter
3. Sugarcoated
4. You Could Make A Killing
5. Superball
6. Amateur
7. All Over Now
8. Par For The Course
9. You're With Stupid Now
10. That's Just What You Are
11. Frankenstein
12. Ray
13. It's Not Safe

### 2000 - Bachelor No. 2
1. How Am I Different
2. Nothing Is Good Enough
3. Red Vines
4. The Fall Of The World's Own Optimist
5. Satellite
6. Deathly
7. Ghost World
8. Calling It Quits
9. Driving Sideways
10. Just Line Anyone
11. Susan
12. It Takes All Kinds
13. You Do

### 2002 - Lost in Space
1. Humpty Dumpty
2. High On Sunday 51
3. Lost In Space
4. This Is How It Goes
5. Guys Like Me
6. Pavlov's Bell
7. Real Bad News
8. Invisible Ink
9. Today's The Day
10. The Moth
11. It's Not

### 2005 - The Forgotten Arm
1. Dear John
2. King Of The Jailhouse
3. Goodbye Caroline
4. Going Through The Motions
5. I Can't Get My Head Around It
6. She Really Wants You
7. Video
8. Little Bombs
9. That's How I Knew This Story Would Break My Heart
10. I Can't Help You Anymore
11. I Was Thinking I Could Clean Up For Christmas
12. Beautiful

### 2006 - One More Drifter in the Snow (christmas album)
1. Whatever Happened to Christmas
2. Christmas Song
3. Christmastime (Michael Penn)
4. I'll Be Home for Christmas
5. You're a Mean One, Mr. Grinch
6. Winter Wonderland
7. Have Yourself a Merry Little Christmas
8. God Rest Ye Merry Gentlemen
9. White Christmas
10. Calling on Mary (Aimee Mann, Paul Bryan)

### 2008 - @#%&*! Smilers
1. Freeway
2. Stranger into Starman
3. Looking for Nothing
4. Phoenix
5. Borrowing Time
6. It's Over
7. 31 Today
8. The Great Beyond
9. Medicine Wheel (Aimmee Mann, Gretchen Seichrist)
10. Columbus Avenue
11. Little Tornado
12. True Believer (Aimee Mann, Grant Lee Phillips)
13. Ballantines

### 2012 - Charmer[101]
1. Charmer
2. Dissapeared
3. Labrador
4. Crazytown
5. Soon Enough
6. Living a lie
7. Slip and roll
8. Gumby
9. Gamma
10. Barfly
11. Red flag diver

### 2017 - Mental Illness
1. Goose Snow Cone
2. Stuck In The Past
3. You Never Loved Me
4. Rollercoasters
5. Lies Of Summer
6. Patient Zero
7. Good For Me
8. Knock It Off
9. Philly Sinks
10. Simple Fix
11. Poor Judge

### 2021 - Queens of the Summer Hotel[102]
1. You Fall
2. Robert Lowell and Sylvia Plath
3. Give Me Fifteen
4. At the Frick Museum
5. Home by Now
6. Checks
7. Little Chameleon
8. You Don't Have the Room
9. Suicide Is Murder
10. You Could Have Been a Roosevelt
11. Burn It Out
12. In Mexico
13. Check (reprise)
14. You're Lost
15. I See You

## Premios y reconocimientos
Premios Óscar
| Año  | Categoría              | Canción   | Película | Resultado |
| ---- | ---------------------- | --------- | -------- | --------- |
| 2000 | Mejor canción original | «Save Me» | Magnolia | Nominada  |

Grammy Awards
| Año  | Trabajo           | Premio a                                      | Resultado |
| ---- | ----------------- | --------------------------------------------- | --------- |
| 2001 | Magnolia          | Best Compilation Soundtrack for Visual Media  | Nominada  |
| 2001 | "Save Me"         | Best Song Written for Visual Media            | Nominada  |
| 2001 | "Save Me"         | Best Female Pop Vocal Performance             | Nominada  |
| 2006 | The Forgotten Arm | Best Recording Package                        | Premiada  |
| 2009 | Fucking Smilers   | Best Boxed or Special Limited Edition Package | Nominada  |
| 2018 | Mental Illness    | Best Folk Album                               | Premiada  |

| Año          | Awards                | Trabajo                               | Categoría                        | Resultado |
| ------------ | --------------------- | ------------------------------------- | -------------------------------- | --------- |
| 1985         | American Video Awards | "Voices Carry"                        | Best Female Performance          | Premiada  |
| 2000         | "Save Me"             |                                       |                                  |           |
| 2000         | "Save Me"             | Golden Globe Awards                   | Best Original Song               | Nominada  |
| 2000         | "Save Me"             | Las Vegas Film Critics Society Awards | Best Original Song               | Nominada  |
| 2000         | "Save Me"             | Online Film & Television Association  | Best Original Song               | Nominada  |
| 2000         | "Save Me"             | Satellite Awards                      | Best Original Song               | Nominada  |
| 2000         | "Save Me"             | MTV Video Music Awards                | Best Video from a Film           | Nominada  |
| Best Editing | Premiada              | MTV Video Music Awards                |                                  |           |
| 2006         | PLUG Awards           | The Forgotten Arm                     | Album Art/Packaging of the Year  | Nominada  |
| 2013         | A2IM Libera Awards    | Charmer                               | Creative Packaging Award         | Nominada  |
| 2018         | A2IM Libera Awards    | Mental Illness                        | Best American Roots & Folk Album | Premiada  |
| 2022         | Denmark GAFFA Awards  | Herself                               | Best Foreign Solo Act            | Pendiente |
| 2022         | Denmark GAFFA Awards  | Queens of the Summer Hotel            | Best Foreign Album               | Pendiente |